# Dunum (Frísia Oriental)
Dunum (alemany i baix alemany) és un municipi de la Frísia Oriental (Baixa Saxònia), al districte de Wittmund. El 2016 tenia 1067 habitants. El 2004 eren 1150, ja que, com en tota la zona, a poc a poc perd població. Hi neix el riu Benser Tief. Es troba al marge del geest i del maresme.
El nom és compost de «dun»(probablement de duna i el sufix «-um» (arrel en les llengües germàniques que significa casa, assentament. La paraula està emparentada amb l'anglès home, alemany heim i neerlandès heem), ja que Dunum es pot entendre com un assentament prop de les dunes.